# Шахтёр (стадион, Кемерово)
«Шахтёр» — многофункциональный стадион в Кемерово, Россия. История стадиона началась в 1935 году. В начале на стадионе имелась только одна трибуна. В 1930-х г. стадион использовался для игры в футбол и городки.
В 2005 году стадион «Шахтёр» пережил первую серьезную реконструкцию, затронувшую ремонт зрительских трибун, которые теперь могут принять более 4 тысяч болельщиков, установку новых пластиковых сидений для зрителей, оборудование нескольких раздевалок, тренажерный зал. Появился современный конференц-зал. Футбольное поле было оснащено всеми необходимыми системами и стало соответствовать требованиям для площадок футбольного Чемпионата России.